# Benny Fredrikssons torg

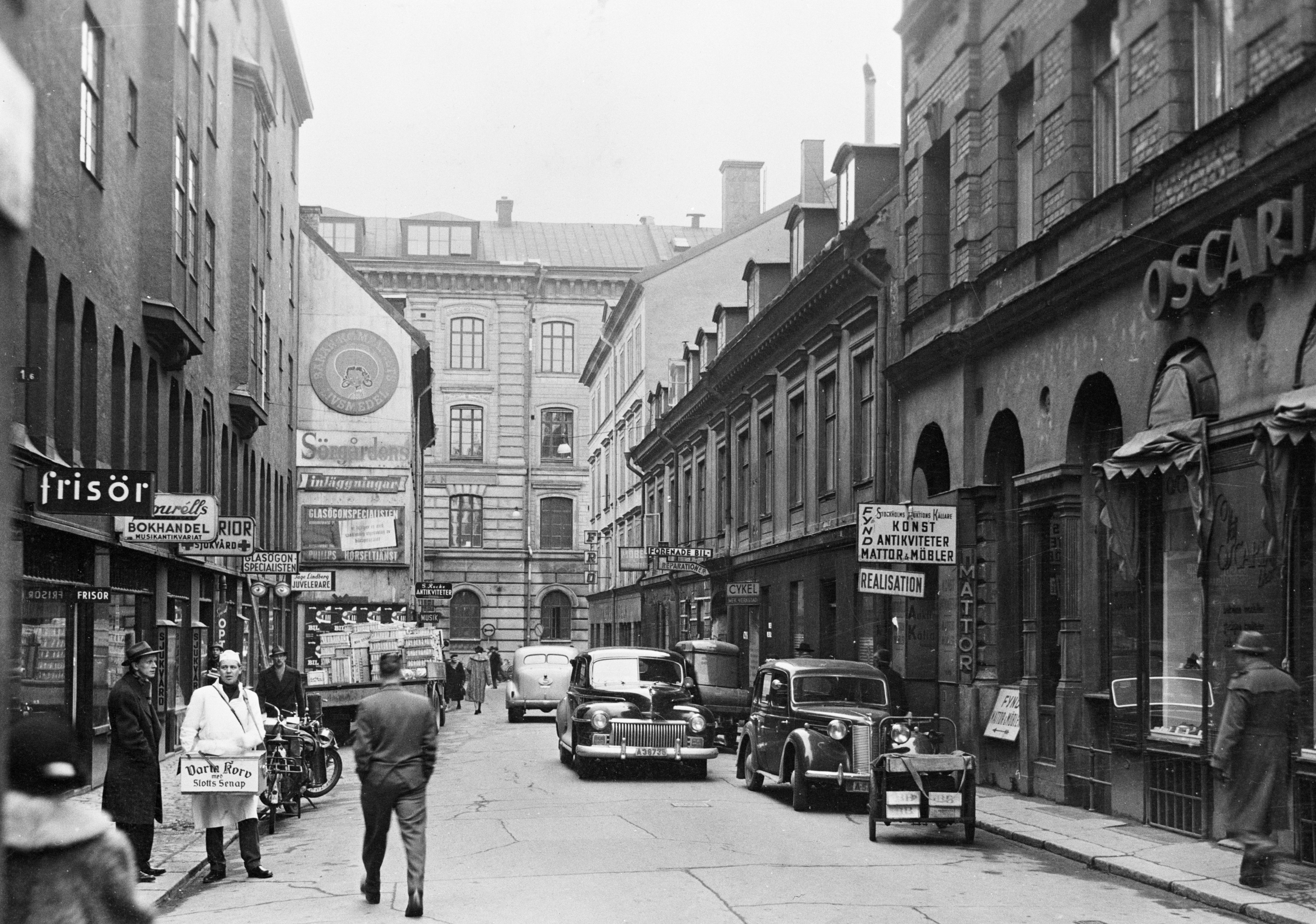
Beridarebansgatan 1954, med gamla Konstfack i fonden. Foto: Lennart af Petersens

Benny Fredrikssons torg, tidigare Beridarebansgatan (även Beridarbansgatan), är en kort gatstump som förbinder Brunkebergstorg med Sergels torg på Norrmalm i Stockholms city. Gatusträckan är stängd för genomfartstrafik, och avslutas genom ett valv under Kulturhuset. Gatan ansluter även till Drottninggatan via en tvärgående gatstump med det snarlika namnet Beridarebanan mellan Kulturhusets två byggnadskroppar.

## Historik
Före Norrmalmsregleringen gick Beridarebansgatan från Brunkebergstorg och fram till gamla Konstfackskolan i Kvarteret Beridarebanan vid nuvarande Hötorgscity. Namnet, som allt sedan 1640-talet varit gatans, kommer av Beridarebanan som uppfördes på 1620-talet av Gustav II Adolf vid gatans norra ände.

## Benny Fredrikssons torg
På hösten 2018 beslutade stadsbyggnadsnämnden i Stockholm att hedra Benny Fredriksson genom att namnge platsen mellan Stadsteaterns sceningång och Riksbanken efter honom. Han var Kulturhuset Stadsteaterns mångårige chef och avled 2018. Den 17 maj 2019 bytte Beridarebansgatan namn till Benny Fredrikssons torg. Platsen hör numera till kvarteret Skansen och domineras av en lind som reser sig mot Kulturhusets kala baksida.
Vid Benny Fredrikssons torg 1–3, utanför Stockholms stads konstkanslis kontorslokaler, står skulpturen Girl Making a Face av Lena Cronqvist.

## Nutida bilder

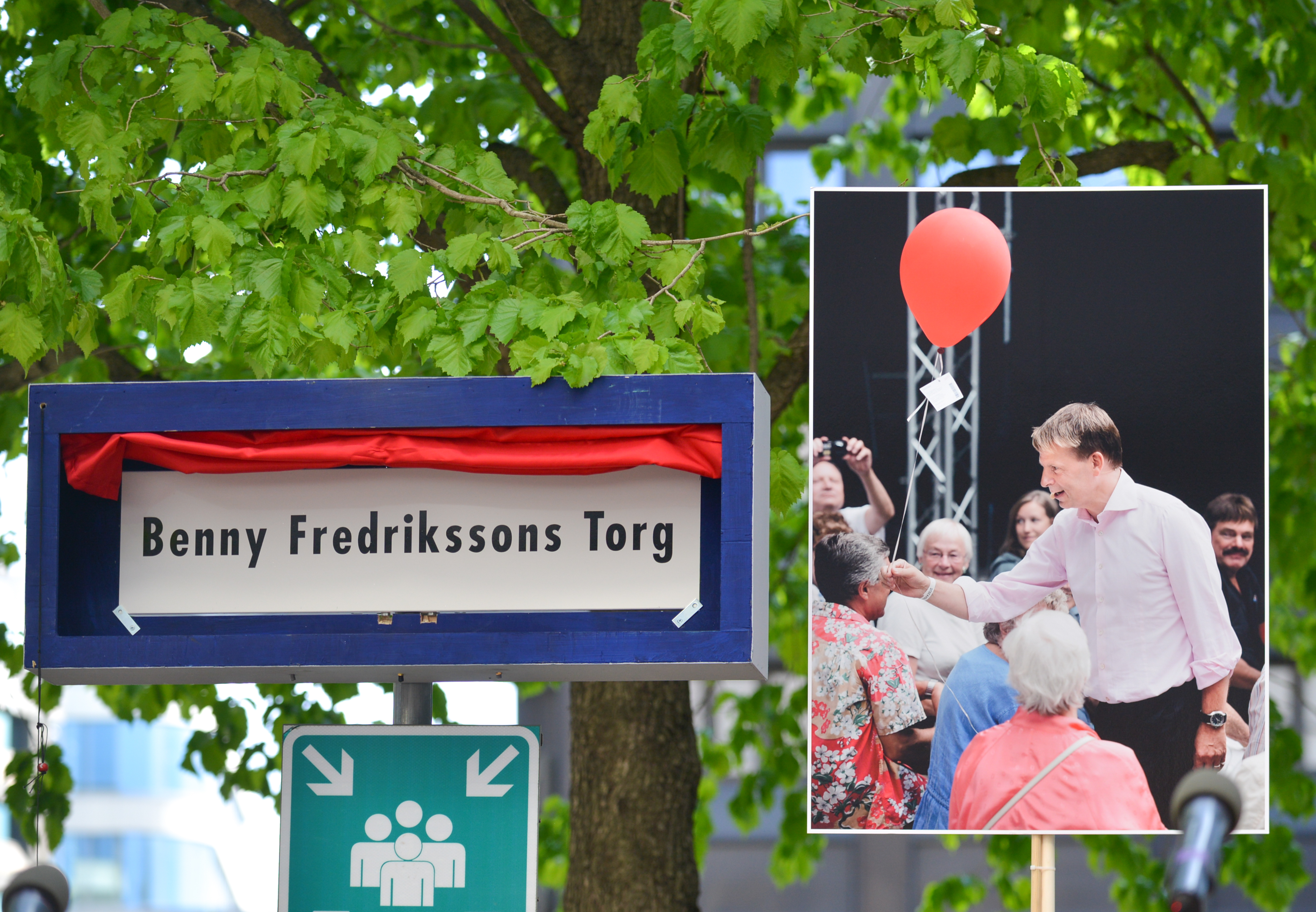
Vid invigningen av Benny Fredrikssons Torg i maj 2019.
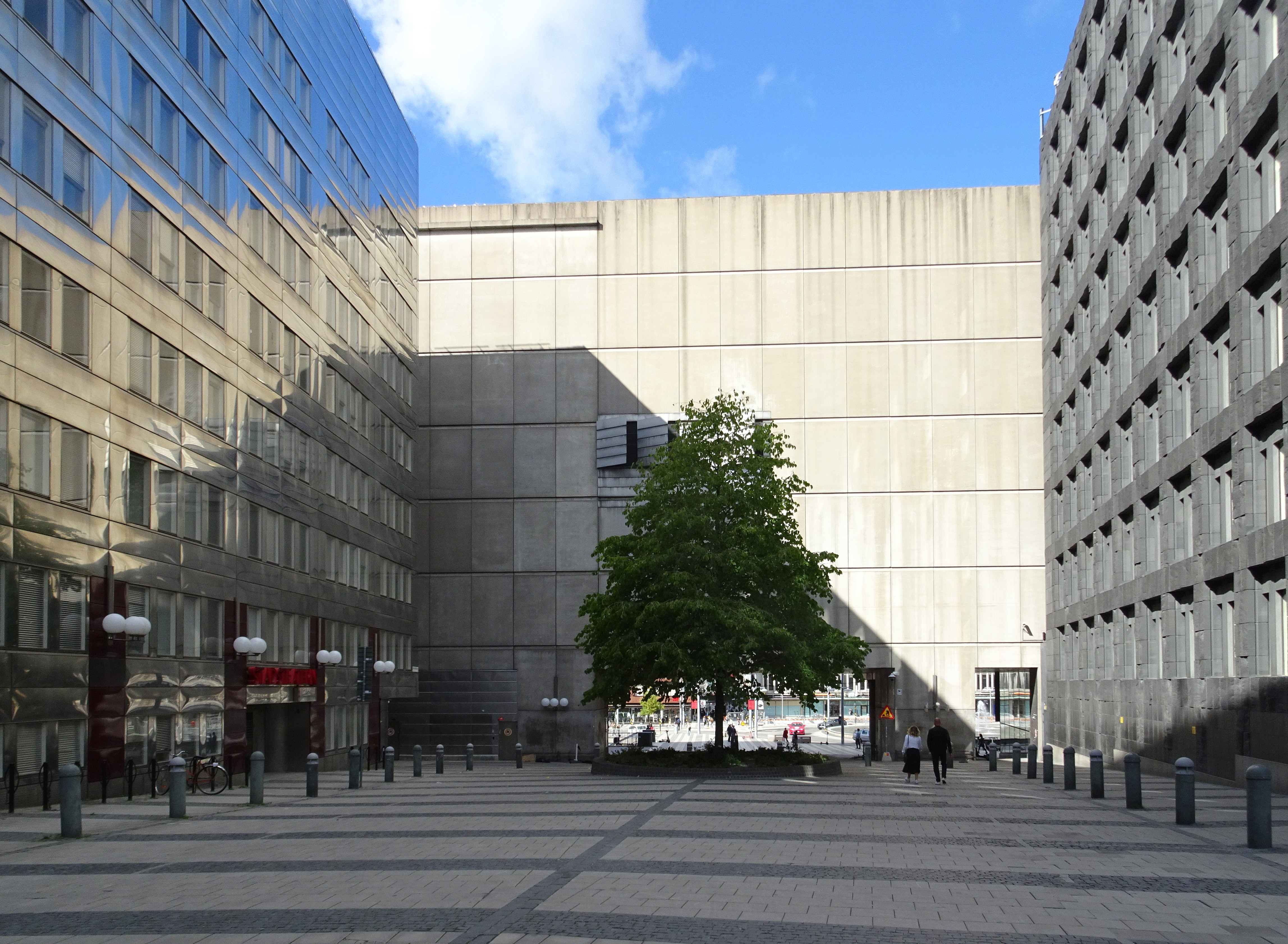
Benny Fredrikssons torg, vy norrut, september 2020.
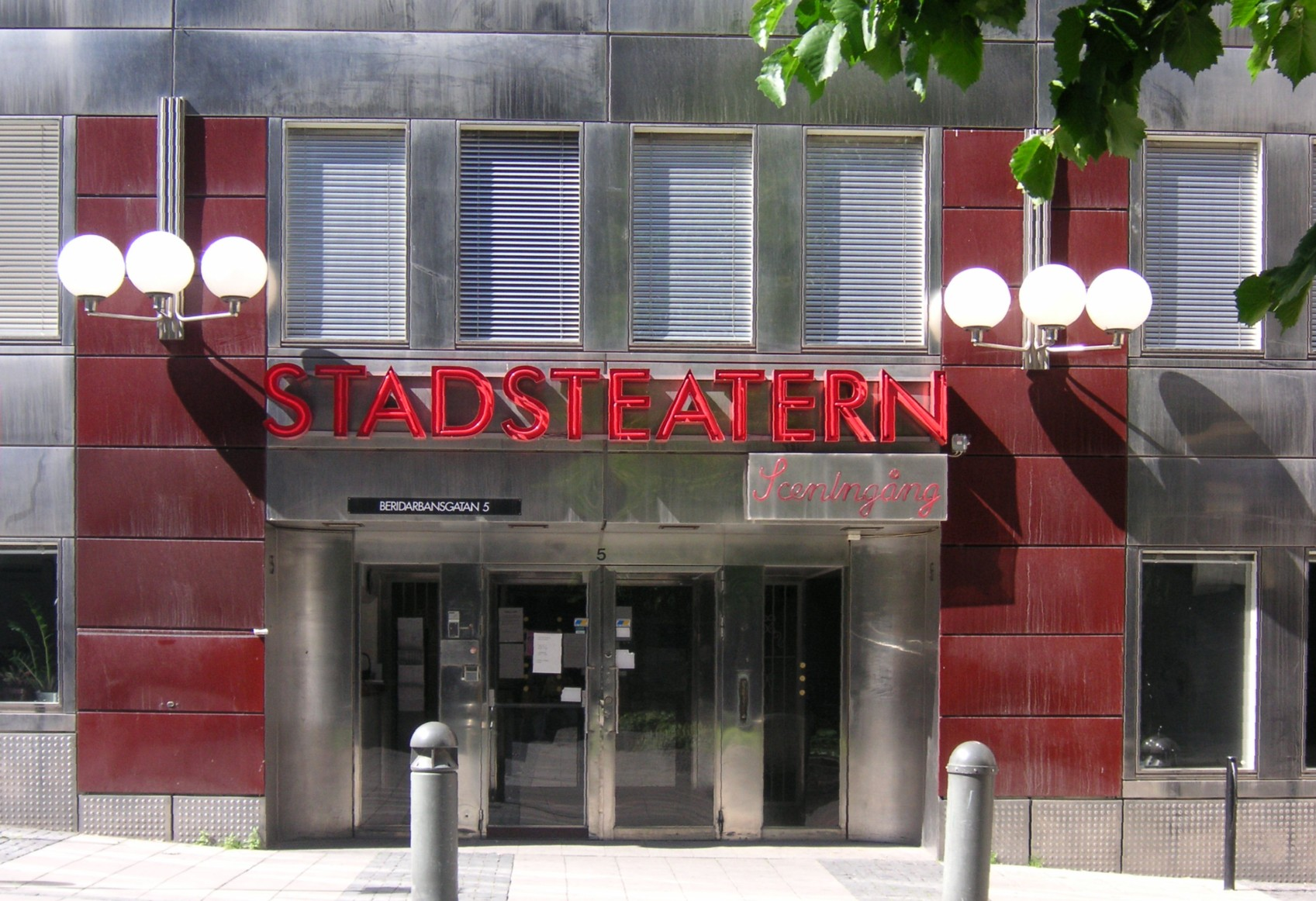
Stockholms Stadsteaters sceningång från Benny Fredrikssons torg.
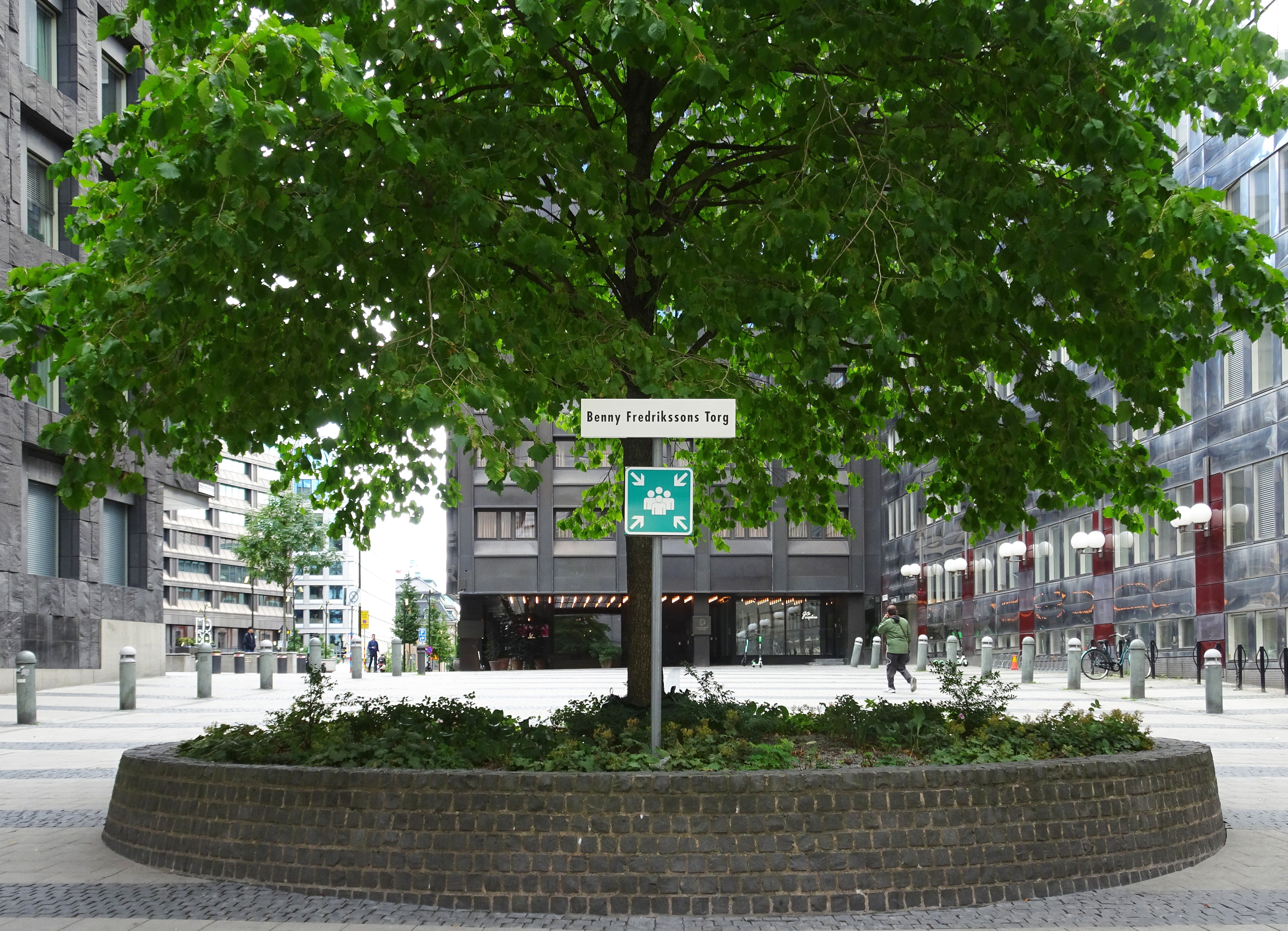
Benny Fredrikssons torg, vy söderut, september 2020.